# Route nationale 16 (Algérie)
Pour les articles homonymes, voir N16 et Route nationale 16.
La route nationale 16 (RN 16 ou N16), dite route du Souf en Algérie est une route nationale de 627 km située à l’extrême-est de l'Algérie. Elle relie la ville portuaire d'Annaba à l'Oasis de Touggourt en passant par la région du Souf.

## Historique
La RN16 érigée en 1910 allait d'El Taref où elle croisait la RN12 de Menerville (Thenia) à La Calle (El Kala) pour arriver à Tébessa, c'était la route principale depuis Annaba. En 1915, la route de Bône (Annaba) à Ghardimaou en passant par Souk Ahras est élevée au rang de route nationale 21.
En 1929, le tronçon entre El Taref et la route de Ghardimaou est déclassé en route départementale 9, alors que celui entre Annaba et Souk Ahras est renommé RN16 pour créer un l'axe actuel entre Annaba et Tébessa.
La partie après Tébessa a longtemps été une route de petite importance, jusqu'à Bir El Ater et Negrine, la route d'abord nommée chemin vicinal 1, puis élevé au rang de route départementale 202 dans les années 1950.
La route jusqu'à El Oued et Touggourt était à l'état de piste, elle sera construite et goudronnée dans les années 1950 et 1960 pour être elevée directement au rang de route nationale 16 après 1962.
Dans les années 1960, la partie entre Drean et Oued Fragha qui suit le cours de Seybouse sur une vingtaine de kilomètres est déclassée et remplacée par un nouveau tracé plus court de 3 km et moins accidenté en contournant le massif de Djebel Marioum. Un évitement d'El Hadjar est réalisé.
Dans les années 1970, un évitement de Drean de 6 km par l'ouest est créé en empruntant le tracé de la ligne ferroviaire qui à l'inverse va reprendre celui de l'ancienne route nationale.
En 2008, M'daourouch est équipée d'une rocade d'évitement, tout comme Bir El Ater en 2010. En 2015, une route d'évitement sur 10 km de Mechroha et Ain Seynour est inaugurée, tout comme un évitement de Chebaita Mokhtar. Enfin en bout de tracé, Touggourt qui a déjà un evitement sud depuis 2005 se voit dotée d'un évitement nord en 2016.

## Paysages
La route commence dans la plaine de la Seybouse qu'elle suit en remontant son cours jusqu'à Bouchegouf avant de suivre la plaine de Medjez Sfa et monter vers Souk Ahras en empruntant le col de Mechroha. Elle redescends ensuite jusqu'au lit de l'oued Medjerda avant de remonter jusqu'au plateau de M'daourouch puis redescendre à nouveau en traversant la zone aride et minière de Oued Kebrit jusqu'à El Aouinet pour enfin rejoindre Tébessa à travers la vallée semi-aride de l'oued Chabro.
Après avoir contourné les monts de Tebessa, elle arrive dans un plateau situé à 1 100 mètres et traverse une riche plaine agricole avant de basculer brusquement dans un paysage aride à partir d'El Ma Labiodh et ce sur 120 kilomètres jusqu'à Negrine en passant notamment à côté des mines de Djebel Onk.
À partir de l'oasis de Negrine on entre dans le Grand Erg Oriental, de longues lignes droites sur 100 km sont traversées où l'on rencontre quelques chott mais aucune agglomération jusqu'à atteindre la région d'El Oued et son agriculture désertique.
Prenant la direction de l'ouest, il faudra de nouveau une centaine de kilomètres avant d'atteindre les palmeraies de Touggourt.

## Parcours
- Rond-point Sidi Brahim à Annaba (km 0)
- Échangeur N44 (km 2)
- Bretelle vers El Bouni (km 3)
- Échangeur CW 56 vers Sidi Amar (km 7)
- Échangeur CW 129 à El Hadjar (km 9,3)
- Échangeur du complexe sidérurgique d'El Hadjar (km 10)
- Échangeur N21 à El Hadjar (km 10)
- Rond-point sortie sud d'El Hadjar (km 13)
- Rond-point entrée nord de Chebaita Mokhtar (km 14)
- Croisement CW125 vers Zourami Ali (km 18)
- Rond-point sortie sud de Chebaita Mokhtar (km 19)
- Rond-point croisement CW120 vers Zourami Ali et Drean (km 23)
- Rond-point croisement N84 à Drean (km 25)
- Rond-point entrée sud de Drean (km 27)
- Rond-point échangeur no 4 de l'Autoroute Est-Ouest (km 29)
- Aïn Ben Beida (km 34)
- Oued Fragha, croisement N16A (km 44)
- Boudaroua (km 48)
- Croisement CW126 vers Moualkia (km 51)
- Bouchegouf, croisement N20 (km 54)
- Croisement CW111 vers Hammam Beni Salah (km 59)
- Croisement entrée de Medjez Sfa (km 61)
- Ain Tahamime (km 68)
- Croisement CW19 vers Oued Cheham (km 71)
- Rond-point évitement de Mechroha (km 75)
- Mechroha, croisement CW9 vers Oued Zitoun (km 76)
- Croisement CW19 vers Souk Ahras (km 81)
- Ain Seynour (km 82)
- Rond-point évitement de Ain Seynour (km 84)
- Rond-point entrée nord-ouest de Souk Ahras, croisement N20 (km 91)
- Rond-point entrée ouest de Souk Ahras, croisement N81 (km 92)
- Rond-point entrée sud de Souk Ahras, croisement N16A (km 94)
- Croisement CW5 vers N81 (km 100)
- Zarouria (km 102)
- Croisement CW10 vers Zarouria (km 109)
- Djehifa, croisement CC vers Taoura (km 110)
- Croisement N16B à Matmat (km 115)
- Rond-point CW13, vers Taoura (km 117)
- Rond-point entrée de Dréa (km 124)
- Entrée ouest de Dréa (km 125)
- Rond-point entrée nord de M'daourouch (km 131)
- Échangeur entrée sud de M'daourouch (km 135)
- Croisement CW14 vers Oum El Adhaim (km 143)
- Croisement CC vers Oued Keberit (km 153)
- Entrée nord d'El Aouinet (km 158)
- Croisement N88 vers Ouenza (km 160)
- Croisement N88 vers Meskiana (km 162)
- Croisement CC vers Boukhadra (km 176)
- Croisement CW4 vers Meskiana (km 185)
- Morsott, croisement CW83 vers Hammamet (km 186)
- Croisement N82A vers Boukhadra (km 186)
- Croisement CC vers Aïn Zerga (km 201)
- Rond-point croisement N83 vers Hammamet (km 207)
- Boulhaf Dir (km 209)
- Rond-point nouvel évitement nord de Tebessa (km 214)
- Rond-point évitement nord de Tebessa (km 218)
- Rond-point entrée est de Tebessa, croisement N10 (km 224)
- Croisement CC vers Lahoudjbet (km 237)
- El Ma Labiodh croisement CC vers Cheria (km 247)
- Croisement CW2 vers Oum Ali (km 267)
- Safsaf El Ouesra (km 278)
- Croisement CC vers El Mzara (km 292)
- Entrée nord de Bir El Ater (km 305)
- Croisement CW1 vers El Mzara (km 305)
- Bir El Ater, croisement CW1 vers Oglat Ouled Mahboub (km 308)
- Croisement CC vers Betita (km 310)
- Entrée sud de Bir El Ater (km 311)
- Negrine (km 368)
- Croisement CW148 vers Ferkane (km 373)
- Douilat, croisement CC vers Beni Guecha (km 410)
- Essebaiess (452 km)
- Croisement N48 vers Taleb Larbi (km 468)
- El Adhel (km 481)
- Merzaka (km 497)
- Hassi Khelifa, croisement CC vers Magrane (km 503)
- Croisement CW404 vers Sidi Aoun (km 508)
- Debila (511 km)
- Croisement CW407 vers Sidi Aoun (km 515)
- Hassani Abdelkrim, croisement CW406 vers Trifaoui (km 516)
- Croisement CC vers Nakhla (km 520)
- Rond-point entrée nord d'El Oued (km 526)
- El Oued, rond-point N48 vers Guemar et CW403 vers Bayadha (km 530)
- Croisement CC vers Robbah (km 532)
- Croisement CW402 vers Ourmas (km 535)
- Croisement CC vers Oued El Alenda (km 547)
- Mih Ouansa (km 555)
- Benaceur (km 586)
- Taibet (km 591)
- M'Naguer (km 596)
- Oum Zebed (km 602)
- Rond-point évitement de Touggourt (km 621)
- Touggourt (km 625)
- Croisement N3 (km 627)